# Le Serpent (roman)
Pour les articles homonymes, voir Le Serpent.
Le Serpent (titre original : The Serpent) est un roman court de science-fiction écrit par Catherine Webb sous le pseudonyme de Claire North, paru en 2015 puis traduit en français et publié aux éditions Le Bélial' en 2022. Il est le premier livre de la série La Maison des Jeux.
Le Serpent reçoit le prix Imaginales 2023.

## Résumé
Jacamo de Orcelo a épousé Thene pour son argent, étant d'une classe sociale plus élevée qu'elle. Ils vivent tous les deux à Venise, Jacamo travaillant tandis que sa jeune épouse s'occupe de la maison et des serviteurs. Au fil des années, Jacamo a dilapidé l'argent de sa femme, en pratiquant notamment le jeu de façon excessive. En 1610, il se rend dans la Maison des Jeux, accompagné de sa femme. Cet établissement propose de nombreuses tables de jeux divers et variés et Jacamo continue à perdre l'argent de sa femme. Cette dernière, après avoir uniquement observé son mari pendant plusieurs soirées, se décide à jouer et elle montre des capacités en totale opposition à celles de Jacamo. Elle se fait ainsi remarquer par la Maîtresse des Jeux qui lui propose de participer à un jeu dont le vainqueur intégrera la Haute Loge, un cercle de jeu très restreint dont l'accès est réservé à certains membres. Le jeu est proposé à quatre joueurs de la Basse Loge, la partie accessible à tous de la Maison des Jeux. Il consiste à conseiller quatre prétendants au poste vacant d'inquisiteur, à la suite du décès de l'un des trois inquisiteurs d'État, pour prendre part au tribunal suprême, une magistrature de la république de Venise. Chacun des quatre joueurs possède des cartes correspondant à des habitants de Venise qui ont accepté d'être à leur service en échange de l'annulation de leurs dettes envers la Maison des Jeux. Le nouvel inquisiteur étant choisi par élection, les joueurs vont devoir se livrer aux intrigues politiques, en utilisant leurs cartes ainsi que tous les moyens qui leur semblent adaptés, à l'exception de la possibilité de tuer les autres joueurs.